# ロボット修理人のAi（愛）
『ロボット修理人のAi（愛）』（ロボットしゅうりにんのあい、英題: The Robot Repairboy）は、2021年公開の日本の映画。
群馬県の榛名湖畔の町を舞台に、ロボット修理の天才的な技術を持つ孤児の少年が、故障したAIBOと発声障害のある少女をめぐって繰り広げる奇跡と成長の物語を描いたヒューマン・ドラマ。主演は『ロック～わんこの島～』の土師野隆之介。ヒロインにはオーディションで選ばれた新人、緒川佳波。大空眞弓、大村崑らベテランが脇を固める。音楽をYuusuke、監督を『ムーランルージュの青春』『道しるべ』の田中じゅうこうが務める。
2021年7月10日にK's cinema（東京・新宿）を皮切りに、全国のミニシアター系の映画館で上映。
2022年5月6日 DVD発売。

## キャスト
- 倫太郎：土師野隆之介
- すずめ：緒川佳波
- 老人：大村 崑
- 和子：大空眞弓
- 村上所長：金谷ヒデユキ
- スナックのママ：亜湖
- 大家さん：水沢有美
- 岩井主任：亮王

- 板垣：岡村洋一

- ヘルパー：丸山ひでみ
- 保護司：野口大輔
- ガスタンク：堀口聡
- 清掃員：ぴろき
- 洋子：柚月美穂
- おもちゃ博物館事務長：イシコ
- 佐藤：松村透

## スタッフ
- 監督：田中じゅうこう
- 脚本：大隅充
- 撮影：本吉修
- 録音：有國浩
- 美術：田中太賀志
- メイク：小堺なな
- 助監督：金岡準也
- 音楽：Yuusuke
- 美術協力：林隆
- 制作協力：㈱ア・ファン乗松伸幸
- 製作：福間雄三
- プロデューサー：中村明
- 製作会社：幻野プロダクション
- 配給：トラヴィス

## 音楽

### 参加ミュージシャン
- Yuusuke （作詞・作曲）
- 村島暁之 （主題歌「ゆうすげ」ヴォーカル）
- 安生正人 （作曲・ケルティックハープ・アコースティックギター・アイリッシュフルート）
- iyo （イメージ楽曲「再会」ヴォーカル）

## 受賞
- モスクワ国際児童映画祭 入選 (2021年5月)[1]
- カンヌ世界映画祭 月間優秀外国作品賞・優秀若手男優賞 (土師野隆之介) (2021年2月)[2]
- マニラ アジア映画アワード ファイナリスト (2020年12月)[3]
- ブータン 第1回ドゥルク国際映画祭 主演男優賞 (土師野隆之介) (2020年11月)[4]